# Orlat
Orlat – wieś w Rumunii, w okręgu Sybin, w gminie Orlat. W 2011 roku liczyła 3205 mieszkańców.